# Mazeyrat-d’Allier
Mazeyrat-d’Allier település Franciaországban, Haute-Loire megyében. Lakosainak száma 1426 fő (2022. január 1.). Mazeyrat-d’Allier Aubazat, Vissac-Auteyrac, Cerzat, Couteuges, Langeac, Saint-Arcons-d’Allier és Saint-Georges-d’Aurac községekkel határos.

## Népesség
A település népességének változása:
| Lakosok száma | 454  | 1089 | 1153 | 1468 | 1528 | 1509 | 1480 | 1445 | 1441 | 1426 |
|               | 1968 | 1982 | 1990 | 2006 | 2013 | 2015 | 2017 | 2019 | 2020 | 2022 |